# Росовський Олексій Андрійович
Олексій Андрійович Росовський (нар. 6 квітня 1923, Степанівка, Сумська округа, Харківська губернія, УРСР — пом. 6 липня 2009, Самара, Росія) — один із керівників радянської влади, голова виконкому міста Куйбишева у 1964—1982 роках, футболіст.

## Життєпис

### Ранні роки
Після закінчення середньої школи вступив до технікуму хімічного машинобудування. У 1941 році переїхав до Куйбишева і почав працювати на заводі «Прогрес», де пропрацював до 1956 році, пройшов кар'єрний шлях від конструктора технологічного відділу до секретаря парторганізації заводу.

### Кар'єра футболіста
У березні 1942 почав грати за заводську команду «Авіаційного заводу № 1 імені Сталіна». У 1942—1943 роках Олексій Росовський захищав ворота куйбишевських «Крил Рад», у рік заснування клубу. З 1944 до 1947 рік продовжував грати за заводську футбольну команду «Маяк».

### Партійна кар'єра
З 1956 року працював у структурах КПРС, у 1960 році закінчив Вищу партійну школу. У 1964-1982 роках обіймав посаду голови виконкому Куйбишевської міської Ради народних депутатів. За час його роботи на високій посаді в місті було введено в експлуатацію 9360 тис. м² загальної житлової площі, тобто подвоєно житлову площу міста у порівнянні з 1965 року. Було також збудовано міст «Південний» через річку Самару, річковий пасажирський вокзал та готель «Росія», ЦУМ «Самара» та низку інших значущих об'єктів.
Надалі Росовський працював головним спеціалістом Департаменту транспорту та зв'язку адміністрації міста Самари.

## Нагороди та звання
- Нагороджений чотирма орденами Трудового Червоного Прапора, двома орденами «Знак Пошани», шістьма медалями.
- Почесний громадянин Самари (1993).

## Пам'ять

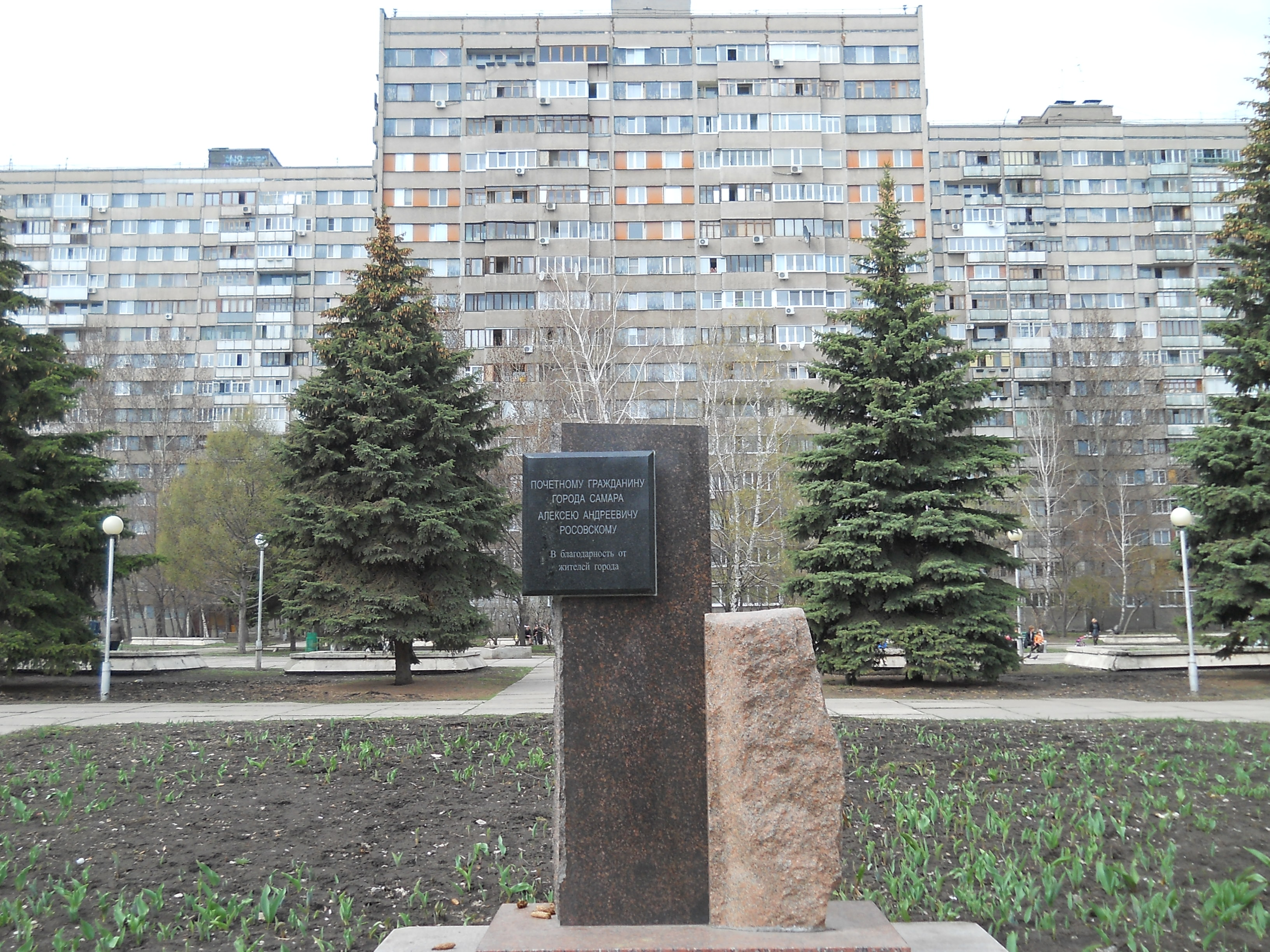
Пам'ятна стела на вул. Стара-Загора

- У 2010 році з метою вшанування пам'яті почесного громадянина Самари ім'ям Олексія Росовського названо площу, яка до цього не мала назви, в пішохідній зоні вулиці Стара-Загора і в центрі цієї площі встановлено пам'ятну стелу[2].
- На будинку по вулиці Вілонівській, де з 1961 року проживав Росовський, встановлено меморіальну дошку[3].
- У 2013 році ім'я Росовського присвоєно Самарському метрополітену[4].